# Musgraveia
Musgraveia (лат.) — род клопов-щитников из семейства Tessaratomidae. Крупные клопы, обитающие в Квинсленде (Австралия). Питаются соками цитрусовых.

## Классификация
В составе рода:
- Musgraveia antennata Distant, 1880
- Musgraveia sulciventris Stål, 1863typus